# Indicateur rédox
«  Indicateur d'oxydoréduction » redirige ici. Pour les autres significations, voir Indicateur et Oxydoréduction.
Pour les articles homonymes, voir Rédox.
Un indicateur rédox (ou indicateur d'oxydoréduction ou indicateur de potentiel) est un couple oxydant-réducteur dont chacune des deux formes possède une couleur différente. Un indicateur rédox est donc caractérisé par un E°. Un tel indicateur, ajouté à une solution, colore celle-ci différemment si le potentiel de la solution est au-dessous ou au-dessus du E° de l'indicateur. Il permet de mettre en évidence l'équivalence d'un titrage rédox si le E° est compris dans le saut de potentiel du titrage. 
On distingue deux types d'indicateurs rédox :
- les complexes organométalliques, tels que la phénantroline ;
- les indicateurs redox organiques, tels que le bleu de méthylène.

Plusieurs paramètres déterminent la qualité d'un indicateur redox, tels que :
- la réversibilité ;
- la rapidité du changement de couleur ;
- le E° du couple de l'indicateur ;
- et le coefficient d'absorbtion des deux formes de l'indicateur. Si ce coefficient est trop faible, le changement de couleur n'est pas visible, surtout lors d'un titrage où l'indicateur doit être ajouté en faible quantité pour ne pas perturber.

C'est pour cela que seuls quelques couples peuvent jouer ce rôle (voir le tableau ci-dessous).
Le couple MnO4−/Mn2+ n'étant pas réversible, il ne peut être utilisé comme indicateur. En revanche quand le permanganate est le réactif titrant (manganimétrie), il joue le rôle d'autoindicateur.
Les deux formes du couple Cr2O72−/Cr3+, qui changent de couleur (de l'orange au vert), ne possède une couleur suffisamment intense pour jouer le rôle d'indicateurs redox.
La plupart des couples rédox organiques ayant des propriétés d'indicateur qui mettent en jeu un ou plusieurs protons, ils sont aussi classés en deux catégories, selon qu'ils dépendent ou pas du pH.

## Indicateurs rédox indépendants du pH
| Indicateur rédox                            | E0 (V) | Couleur à l'état oxydé | Couleur à l'état réduit |
| ------------------------------------------- | ------ | ---------------------- | ----------------------- |
| 2,2'-Bipyridine (complexe de Ru)            | +1,33  | Incolore               | Jaune                   |
| Nitrophénanthroline (complexe de Fe)        | +1,25  | Cyan                   | Rouge                   |
| n-Acide phénylanthranilique                 | +1,08  | Rouge violacé          | Incolore                |
| 1,10-Phénanthroline (complexe de Fe)        | +1,06  | Cyan                   | Rouge                   |
| n-Éthoxychrysoidine                         | +1,00  | Rouge                  | Jaune                   |
| 2,2'-Bipyridine (complexe de Fe)            | +0,97  | Cyan                   | Rouge                   |
| 5,6-Diméthylphénanthroline (complexe de Fe) | +0,97  | Vert-jaune             | Rouge                   |
| o-Dianisidine                               | +0,85  | Rouge                  | Incolore                |
| Sulfonate de diphénylamine de sodium        | +0,84  | Rouge violacé          | Incolore                |
| Diphénylbenzidine                           | +0,76  | Violet                 | Incolore                |
| Diphénylamine                               | +0,76  | Violet                 | Incolore                |

## Indicateurs rédox dépendants du pH
| Indicateur rédox                                                                              | E0 (V) à pH=0 | E0 (V) à pH=7 | Couleur à l'état oxydé | Couleur à l'état réduit |
| --------------------------------------------------------------------------------------------- | ------------- | ------------- | ---------------------- | ----------------------- |
| 2,6-Dibromophénol-indophénol (sel de sodium) ou 2,6-dichlorophénol-indophénol (sel de sodium) | +0,64         | +0,22         | Bleu                   | Incolore                |
| o-Crésol indophénol (sel de sodium)                                                           | +0,62         | +0,19         | Bleu                   | Incolore                |
| Thionine                                                                                      | +0,56         | +0,06         | Violet                 | Incolore                |
| Bleu de méthylène                                                                             | +0,53         | +0,01         | Bleu                   | Incolore                |
| Acide indigotétrasulfonique                                                                   | +0,37         | -0,05         | Bleu                   | Incolore                |
| Acide indigotrisulfonique                                                                     | +0,33         | -0,08         | Bleu                   | Incolore                |
| Carmin d'indigo (acide indigodisulfonique)                                                    | +0,29         | -0,13         | Bleu                   | Incolore                |
| Acide indigomonosulfonique                                                                    | +0,26         | -0,16         | Bleu                   | Incolore                |
| Phénosafranine                                                                                | +0,28         | -0,25         | Rouge                  | Incolore                |
| Safranine T                                                                                   | +0,24         | -0,29         | Rouge violacé          | Incolore                |
| Rouge neutre                                                                                  | +0,24         | -0,33         | Rouge                  | Incolore                |